# Euroceros bulgaricus
Euroceros bulgaricus — викопний вид птахів родини птахів-носорогів (Bucerotidae), що існував в Європі у пізньому міоцені.

## Скам'янілості
Скам'янілі рештки птаха знайдено у місті Хаджидимово на південному заході Болгарії. Було виявлено краніальну половину лопатки та дистальну третину стегнової кістки. Вид близький до сучасного роду Bucorvus, але має примітивнішу будову.